# Ginnerup Sogn
Ginnerup Sogn er et sogn i Norddjurs Provsti (Århus Stift).
I 1800-tallet var Ginnerup Sogn anneks til Ørum Sogn. Begge sogne hørte til Djurs Nørre Herred i Randers Amt. Ørum-Ginnerup sognekommune blev senere delt i to, så Ørum og Ginnerup var to selvstændige sognekommuner. Ved kommunalreformen i 1970 blev de begge indlemmet i Nørre Djurs Kommune, som ved strukturreformen i 2007 indgik i Norddjurs Kommune.
I Ørum Sogn ligger Ørum Kirke.
I sognet findes følgende autoriserede stednavne:
- Brokkedal (bebyggelse)
- Constantia (bebyggelse)
- Fannerup (bebyggelse, ejerlav)
- Fannerup Mark (bebyggelse)
- Ginnerup (bebyggelse, ejerlav)
- Godthåb (bebyggelse)
- Holtskær (bebyggelse)
- Mastrup (bebyggelse, ejerlav)
- Mastrup Mark (bebyggelse)
- Neder Slemming (bebyggelse, ejerlav)
- Sekshøje (areal)
- Skærvad (bebyggelse, ejerlav)
- Skærvad Skov (areal)